# O Menino da Porteira

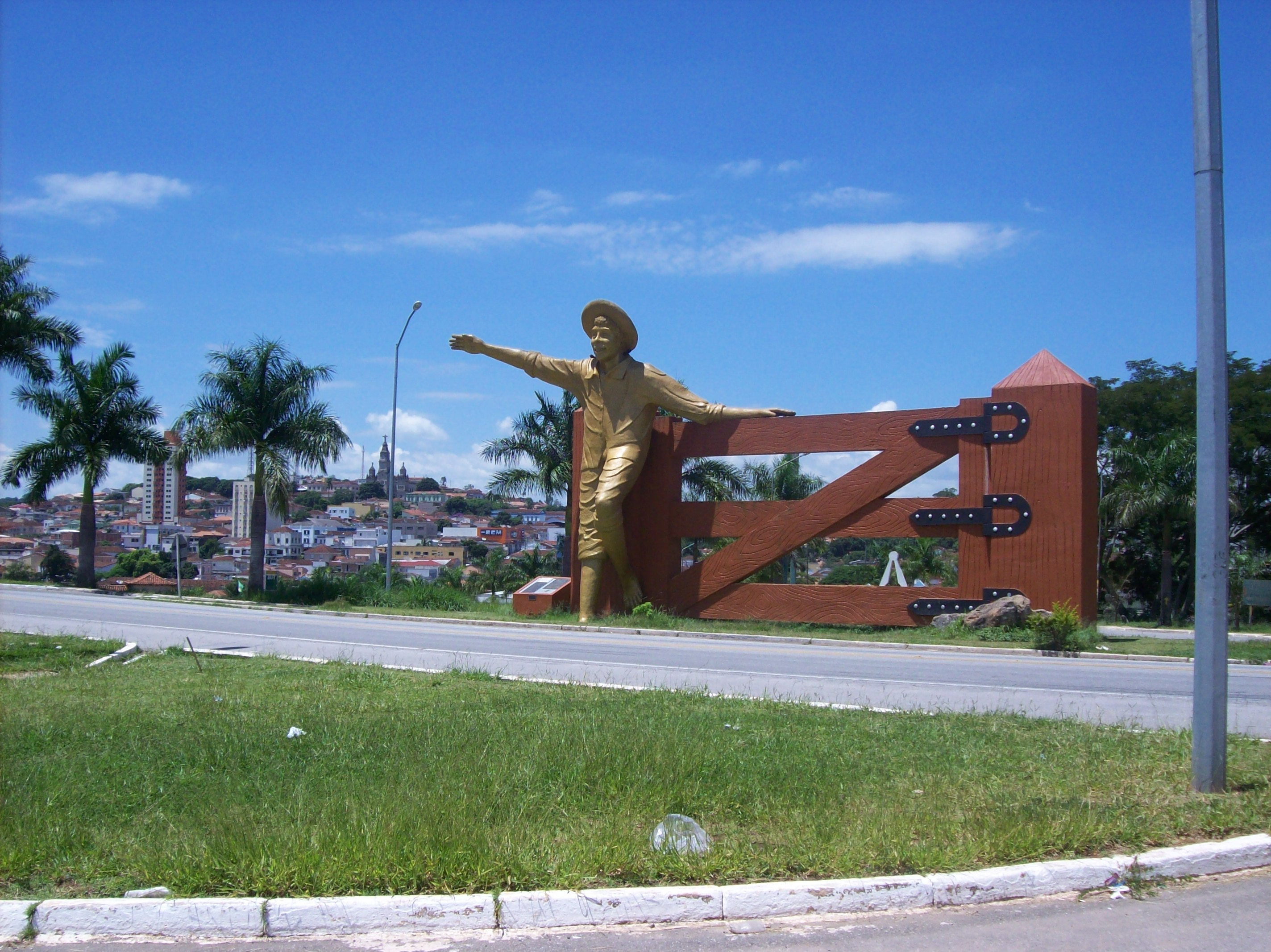
Estátua representando "O Menino da Porteira", no município de Ouro Fino, Minas Gerais.

"O Menino da Porteira" é um cururu por Teddy Vieira e Luís Raimundo, que foi gravado pela primeira vez pela dupla sertaneja Luizinho e Limeira em 1955 e uma das composições mais populares da música sertaneja. Narra, na primeira pessoa do singular, a história de um boiadeiro da cidade vizinha de Borda da Mata, que, ao passar por Ouro Fino, trajeto de sua cidade natal, costumava se deparar com um menino que abria as porteiras da estrada para a passagem do gado em troca de algumas moedas; um dia, o menino é fatalmente atacado pela boiada, fato que abala profundamente o boiadeiro. Foi regravada posteriormente por Tonico e Tinoco, Sérgio Reis, Tião Carreiro e Pardinho, Daniel e dezenas de outros cantores. Também teve duas adaptações cinematográficas: a primeira em 1976 protagonizada por Sérgio Reis e a segunda, uma refilmagem desta, lançada em 2009 e protagonizada pelo cantor Daniel.
Segundo um ranking divulgado pelo Ecad em 2022, a música figurava no 17º lugar das músicas mais regravadas do Brasil, com 191 fonogramas registrados.

## Gravações
- Luizinho e Limeira (1955) [4][5][6]
- Tonico & Tinoco (1956) [6]
- Sérgio Reis (1973)[7]
- Tião Carreiro e Pardinho (1976)[8]
- Solimões (2004)
- Edson & Hudson (2005)
- Chitãozinho & Xororó (2007)
- Daniel (2009/2022)[9]
- César Menotti & Fabiano (2013)
- Blues Etílicos e Noel Andrade (2017)[10]
- Michel Teló (2017)